# Claude Soguel
Claude Soguel (* 23. Dezember 1957) ist ein ehemaliger Schweizer Eishockeyspieler.

## Karriere
Soguel verbrachte seine komplette Profikarriere beim HC Davos; zunächst von 1975 bis 1979 in der zweitklassigen Nationalliga B, anschliessend zehn Saisons in der Nationalliga A. Seine Brüder Jacques Soguel und Sergio Soguel spielten ebenfalls beim HC Davos. 1984 und 1985 gewann er mit den Davosern die Schweizer Meisterschaft. Soguel blieb bis 1989 beim HC Davos. Seine Karriere liess er beim Amateurverein SC Rheintal ausklingen.

### International
Für die Schweiz nahm Soguel an den B-Weltmeisterschaften 1981 und 1983 teil.

## Erfolge und Auszeichnungen
- 1984 Schweizer Meister mit dem HC Davos
- 1985 Schweizer Meister mit dem HC Davos